# Parafia św. Marcina w Siemianówce
Parafia św. Marcina w Siemianówce − parafia rzymskokatolicka znajdująca się w archidiecezji lwowskiej w dekanacie Gródek.

## Historia
W 1460 roku w Siemianówce została erygowana parafia. 26 maja 1469 roku wzmiankowano pierwszy kościół. 5 października 1532 roku parafia została włączona do parafii pw. św. Stanisława Biskupa i Męczennika w Szczercu. W 1721 roku ukończono budowę obecnego murowanego kościoła, z fundacji hr. Aleksandra Jana Potockiego. 11 października 1722 bp Jan Feliks Szaniawski konsekrował kościół. 
W 1740 roku kościół uległ zniszczeniu podczas pożaru. W latach 1935–1936 odmalowano wnętrze kościoła, przywracając freski z XVIII wieku.
26 lipca 1944 roku Nacjonaliści OUN-OPA i Dywizja SS Galizien zamordowali 32 Polaków, spalili i zrabowali kilkadziesiąt domów. Część Polaków wyjechała do Polski, a część pozostała.
W latach 1946–1990 władze sowieckie w kościele urządziły magazyn i garaż. W latach 1990–1992 kościół wyremontowano, a 20 sierpnia 1991 roku bp Rafał Kiernicki poświęcił odnowiony kościół.
Do parafii należą miejscowości: Siemianówka, Basiówka, Brzegi, Winiawa, Glinna, Hodowica, Horbacze, Horożanka, Derewacz, Kowyri, Łapajówka, Lipniki, Maliczkowice, Miłoszowice, Nagórzany, Piaski, Popielany, Porszna, Pustomyty, Skniłów, Sokolniki, Sołonka, Tarnopole, Zimna Wódka, Chrusno, Czerkasy..